# Millettia comosa
Millettia comosa là một loài thực vật có hoa trong họ Đậu. Loài này được (Micheli) Hauman miêu tả khoa học đầu tiên.